# Antic Registre de la Propietat (Igualada)
L'Antic Registre de la Propietat és un edifici d'Igualada (Anoia) inclòs a l'Inventari del Patrimoni Arquitectònic de Catalunya.

## Descripció
Es tracta d'un edifici de planta rectangular de dos pisos d'alçada. En destaca la construcció en pedra recoberta d'estuc d'un color ocre que ressalta la pedra polida que forma les motllures de les finestres i portes i que cobreix el pis superior formant una sanefa amb elements geomètrics. Són remarcables les diferents portes adovellades d'accés a l'edifici.